# Notni zapis
Notni zapis (ali glasbena notacija) je znakovni sistem, s katerim zapisujemo glasbena dela. 

## Razvoj notne pisave
Preden so ljudje poznali različne vrste notnega zapisa, so glasbo iz roda v rod ohranjevali po ustnem izročilu. V starokrščanski dobi so obstajale tudi t. i. scholae cantorum, pevske šole, v katerih se je morala mladina vestno naučiti koralnih napevov na pamet. Poskusi zapisa glasbe sicer segajo že v davnino, pojavljali pa so se na dva načina: z uporabo posebnih znakov ali črk abecede. 

### Stari vek
Raziskave so pokazale, da so Sumerci že okoli leta 2000 pr. n. št. poznali vrsto fragmentarnih navodil za izvajanje glasbe, sicer pa se je najstarejši v celoti dešifrirani notacijski sistem pojavil v 7. stoletju pr. n. št. v antični Grčiji. Lep primer sta v kamen vklesani himni Apolonu v Delfih. Grki so uporabljali dve vrsti zapisa. Instrumentalno glasbo so zapisovali s simboli za različna ozvezdja, vokalno glasbo pa z velikimi črkami grške abecede, pri čemer je posamezna črka ustrezala imenu tona. Grški glasbeni zapis se je ohranil do 4. stoletja našega štetja, nato pa utonil v pozabo. Spet se je pojavil v času karolinške renesanse, vendar se zaradi vedno večje kompleksnosti večglasne glasbe ni več mogel obdržati.

### Srednji vek
V 5. stoletju je po zgledu antične notacije z uporabo latinske abecede poskušal notacijski sistem uvesti Boecij, o tem postopku pričajo zapisi teoretikov, kot so Odo iz Clunya, Guido iz Arezza in drugi. Srednjeveški učenjak Hucbald pa je na podlagi grškega sistema iz črk izdelal štiri znake, z različnimi pozicijami pa je označeval posamezne tone. Ta postopek je zaradi nepraktičnosti potonil v pozabo. Zamislil pa si je pomemben notacijski sistem, ki ga je zasnoval na podlagi karakteristike 6-strunske lutnje. Po zgledu strun z različnimi tonskimi višinami je na pergament načrtal šest vzporednih črt, vsak prostor med črtami pa je predstavljal določen ton, ki mu je pripisal še črko. V 7. stoletju n. št. se je pojavil tudi notni zapis z nevmami, ki so izhajale iz grških simbolov za označevanje značaja besednih zlogov (dolžine in poudarke, npr. gravis, acutus, circumflexus) ter iz heironomije (risanje melodije z roko). Razvojna pot je prinesla več vrst nevm, ki pa se v grobem delijo na dve skupini: bizantinske in staroruske (kasneje imenovane tudi krjuki). 
Z razvojem večglasja so nevme postale neuporabne, zato je bila potrebna izpopolnitev notne pisave. V 11. stoletju je v tem smislu največ prispeval Guido iz Arezza, iznajditelj še danes uporabljane solmizacije (do-re-mi-fa..). Guido je Hucbaldovo notno črtovje modificiral tako, da je uporabil le štiri črte, vendar pa tonov ni pisal samo med črte, temveč tudi na črte. S tem je namesto Hucbaldovih 6 lahko zapisal 9 tonov (na štirih črtah). Na začetku črtovja je napisal črke, ki so označevale, kateri ton stoji na danem mestu (npr. od spodaj navzgor C-D-E-F...), nato pa v to ogrodje vpisoval nevme (ki so bile kot tudi sicer sestavljene iz črtic in pik). Pike je dodatno odebelil, da je bilo razvidno, katero mesto v črtovju zasedajo. Ker so pisarji tedanjega časa uporabljali široko pristrižena gosja peresa, so te pike najprej dobile četverokotno obliko. 
Ritem je bil v tedanjem času še zelo enostaven in je obsegal le dve notni vrednosti dolgo (nota longa, označena s četverokotno piko in črtico), ter kratko (nota brevis, označena s četverokotno piko brez črtice). Guido zaradi lestvičnega zaporedja tonov sčasoma prenehal z zapisovanjem tonov na začetku notnega črtovja. Označeval je le dva (C, F) in končno samo enega (C), ki ga je napisal na začetek črtovja ob katerikoli črti. Nota na tej črti je bila torej C, ostale, ki so sledile, pa so bile razvrščene v zaporedju lestvice (tedaj so bile v uporabi le diatonično urejene koralne oz. cerkvene lestvice). V Guidovi pisavi, ki je ostala kot temelj današnji notaciji, sta bila torej združena oba glavna tokova zahodnoevropske notacije, črkovna in nevmična. Zaradi naraščajočega večglasja se je tudi širil celoten tonski obseg in sčasoma so zapisovalci not v notnem črtovju množili število vzporednih črt. Iz začetnih štirih je slednjič nastalo 10 črt, zapis pa je postal nepregleden. Zato so število črt razpolovili, kot osnovo so obdržali dva med seboj povezana 5-črtna sistema, za vsakega so uporabili drug notni ključ, v času renesanse pa so začeli note, ki so uhajale obsegu črtovja, po potrebi zapisovati na pomožnih črtah. Ko je v 14. stoletju začela nastajati t. i. menzuralna glasba, ki je prinesla ritmično pestrost, je nastala tudi potreba po zapisovanju različnih notnih dolžin (poprej sta bili samo dolga in kratka). Tako se je dolga (longa) podaljšala v dvakrat dolgo (duplex longa), kratka (brevis) pa na polovico (semibrevis) in dalje, še na polovico (minima). Te note so se pojavljale v različnih oblikah, sčasoma pa so polnjene rombične pike zaradi poenostavitve pisanja postajale votle. Ritmična pestrost, ki je narekovala vedno več raznolikih notnih vrednosti, je slednjič privedla do kombinacije votlih in polnih not. Spreminjala se je tudi oblika, prvotno četverokotne so v 16. stoletju za nekaj časa zamenjale tudi trikotne, nato so se pojavili polkrogi in končno popolnoma okrogle oblike, ki so se obdržale do danes.

## Novi vek
V 16. stoletju so se do kraja izoblikovale tudi oznake za taktnice in pavze. Pavze so se pojavljale že v koralni (kvadratni) notaciji kot kratke debele pokončne črte, postopoma pa so postajale tanjše in zaradi ritmične pestrosti (glede na dolžino trajanja) krajše ali daljše. Da bi jih lahko ločevali od taktnic, je bilo potrebno uvesti nove oblike. V istem obdobju se je uveljavila tudi praksa označevanja ritmičnega značaja taktov (danes ga označujemo kot številski ulomek, zapisan desno od notnega ključa). 
Že v času menzuralne glasbe se je uveljavil postopek transpozicije imenovan tudi »musica falsa«. Poltonske alteracije so tedaj označevali z znamenji nad, kasneje pa pred višano/nižano noto. Razvila so se iz oblike črke »b«, ki je v svoji okrogli obliki pomenila nižji, v kvadratni pa višji ton. Iz okroglega se je razvil nižaj, iz kvadratnega pa višaj in vračaj. Z razvojem glasbe so se oblikovale še številne interpretacijske oznake za artikulacijo (simboli za marcato, portato, staccato, ...), oznake za dinamiko (piano, forte, ...), za tempo itd. Kot vrsto glasbenega zapisa pojmujemo tudi generalbas in tabulature, sicer pa še mnogo novodobnih iznajdb v obliki različnih grafičnih ali številčnih formul, ki žal niso dosegle svoje prave konvencionalnosti. 
Različni sistemi notacije so se razvijali tudi v izven-evropskem prostoru (npr. kitajska notacija Qin), kljub temu pa se je zapis zahodnoevropske tradicije izkazal kot najbolj univerzalen in ga uporabljajo glasbeniki vsega sveta.